# Баук (филм из 1980)
Баук (енгл. The Boogeyman) је амерички натприродни слешер хорор филм из 1980. године, редитеља, сценаристе и продуцента Улија Ломела, са Сузан Лав, Роном Џејмсом, Џоном Карадином и Николасом Лавом у главним улогама.
Филм је већим делом сниман Волдорфу, Мериленд, док су поједине сцене снимане у Лос Анђелесу, Калифорнија. Премијерно је приказан 14. новембра 1980. Упркос веома ниском буџету и изразито негативним реакцијама критичара, филм је остварио велики комерцијални успех, зарадивши 25 милиона долара. Критичари су превасходно замерали имитирање других хорора из тог периода, као што су: Ноћ вештица (1978), Истеривач ђавола (1973) и Амитивилски ужас (1979).
Осим натприродног хорора и слешера, Баук се сматра и фолк хорором, због неколико сујеверја у вези огледала, која су у центру радње. Захваљујући комерцијалном успеху, филм је изродио два наставка, од којих први носи наслов Баук 2: Освета Баука (1983) и Баук 3: Повратак Баука (1994).

## Радња
Једне ноћи, дечак по имену Вили, избо је ножем дечка своје мајке, који га је злостављао, испред великог огледала. Убиству је посведочила и Вилијева млађа сестра Лејси. Двадесет година касније, Лејси живи са својим мужем, децом и Вилијем, који је од последица трауме остао нем. Осветољубиви дух човека ког је Вили убио, сада прети да уништи Лејсину породицу, преко делића огледала испред ког је почињено прво убиство.

## Улоге
| Глумац          | Улога          |
| --------------- | -------------- |
| Сузана Лав      | Лејси          |
| Рон Џејмс       | Џејк           |
| Џон Карадин     | доктор Ворен   |
| Николас Лав     | Вили           |
| Рејмонд Бојден] | Кевин          |
| Фелисит Морган  | тетка Хелен    |
| Џеј Рајт        | Вили као дете  |
| Наташа Скијано  | Лејси као дете |